# Echinocereus cinerascens

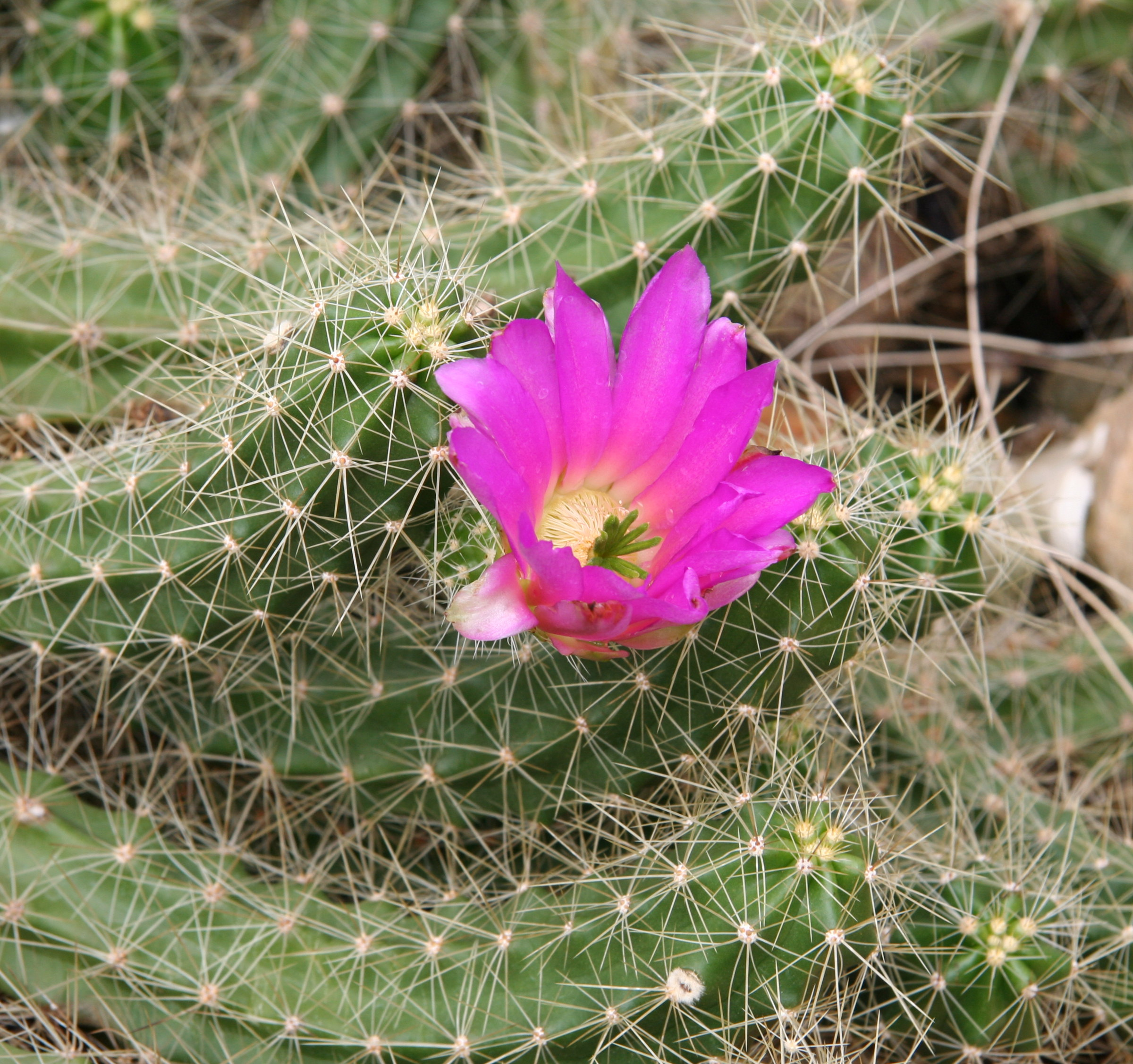
Blühendes Kulturexemplar

Echinocereus cinerascens ist eine Pflanzenart in der Gattung Echinocereus aus der Familie der Kakteengewächse (Cactaceae). Das Artepitheton cinerascens stammt aus dem Lateinischen, bedeutet ‚aschgrau werdend‘ und verweist auf die Dornen der Art.

## Beschreibung
Echinocereus cinerascens wächst vieltriebig und bildet meist Polster aus niederliegenden bis aufrechten Trieben. Die leuchtend grünen, zylindrischen Triebe sind bis zu 30 Zentimeter lang und weisen Durchmesser von 1,5 bis 12 Zentimeter auf. Es sind fünf bis zwölf Rippen vorhanden, die meist gut entwickelte Höcker besitzen, gelegentlich jedoch auch nahezu ungehöckert sind. Die ein bis sechs abstehenden bis spreizenden, manchmal über Kreuz stehenden Mitteldornen sind etwas rosafarben oder orange und werden braun oder sogar weiß. Sie weisen eine Länge von bis zu 4,5 Zentimeter auf. Die sechs bis zehn drehrunden, gelblichen bis weißlichen Randdornen sind 1 bis 3,5 Zentimeter lang.
Die breit trichterförmigen Blüten sind etwas rosamagentafarben und besitzen einen weißen oder sehr hellen Schlund. Sie erscheinen deutlich unterhalb der Triebspitzen, sind 7 bis 10 Zentimeter lang und erreichen einen Durchmesser von 6 bis 12 Zentimeter. Die grünen und bedornten Früchte duften und schmecken nach Erdbeeren.

## Verbreitung, Systematik und Gefährdung
Echinocereus cinerascens ist in Mexiko im Distrito Federal sowie den Bundesstaaten México, Hidalgo, Tamaulipas, Querétaro, Guanajuato, Zacatecas und San Luis Potosí verbreitet.
Die Erstbeschreibung als Cereus cinerascens durch Augustin-Pyrame de Candolle wurde 1828 veröffentlicht. Charles Lemaire stellte die Art 1868 in die Gattung Echinocereus.
Es werden folgende Unterarten unterschieden:
- Echinocereus cinerascens subsp. cinerascens
- Echinocereus cinerascens subsp. septentrionalis (N.P.Taylor) N.P.Taylor
- Echinocereus cinerascens subsp. tulensis (Bravo) N.P.Taylor

In der Roten Liste gefährdeter Arten der IUCN wird die Art als „Least Concern (LC)“, d. h. als nicht gefährdet geführt.

## Nachweise